# Ts’ixa
Le ts’ixa, est une langue khoïsan du groupe des langues khoï, parlée au Botswana. Il a été classifié comme variété du shua proche du khwe mais peut être considéré comme une langue distincte.